# Neolucanus nitidus hengshanensis
Neolucanus nitidus hengshanensis es una subespecie de coleóptero de la familia Lucanidae.

## Distribución geográfica
Habita en China.